# Is There Anybody Out There
Is There Anybody Out There? ist ein Titel der britischen Rockband Pink Floyd aus dem 1979 veröffentlichten Konzeptalbum The Wall.

## Inhalt
Wie alle anderen Lieder aus The Wall erzählt Is There Anybody Out There? einen Teil der Geschichte des Protagonisten Pink, der zu seinem Schutz vor emotionalen Einflüssen eine imaginäre Mauer errichtet.
Zu diesem Zeitpunkt hat Pink die Mauer längst vervollständigt, jetzt jedoch bemerkt er, dass dies ein Fehler war. Jedoch ist ein Versuch, die Mauer wieder einzureißen, im vorherigen Track Hey You gescheitert.
Nun versucht er, Kontakt zur Außenwelt zu erreichen – jedoch vergeblich.

## Musik
Der Titel bildet auch die einzige Zeile im gesamten Lied, die insgesamt dreimal wiederholt wird.
Das wichtigste Instrument in der ersten Hälfte ist der von Wright gespielte Synthesizer, ergänzt von Gitarren von Gilmour und Waters, von denen letzterer für den Gesang zuständig ist.
Zudem ist noch Walgesang zu hören.
In der zweiten Hälfte ist nur noch eine akustische Gitarre zu hören. Das besondere daran ist, dass kaum bekannt ist, wer diese gespielt hat. In diesem Fall war es Joe DiBlasi, da Gilmour, der sie zunächst spielte, mit seinem Resultat unzufrieden gewesen war.

## Film
Durch das Fehlen von Hey You im Film folgt Is There Anybody Out There? direkt auf Goodbye Cruel World.
Pink wird vor seiner jetzt vollständigen Mauer gezeigt und wie er sich mehrfach gegen sie wirft. Es wird klar, dass er nach einem Ausweg sucht und dass es doch nicht das ist, was er wollte.
In der zweiten Hälfte wird Pink dargestellt, wie er sein Hotelzimmer verwüstet. Am Ende ist zu sehen, wie Pink sich seine Augenbrauen, Bartstoppeln und Brusthaare abschneidet.
Waters sagte, dies sei ein Hinweis auf Syd Barrett. Barrett sei während der Aufnahme-Sessions zu Wish You Were Here aufgetaucht. Seine ehemaligen Bandkollegen hatten ihn aufgrund seines Verhaltens und seines Aussehens – er hatte stark zugenommen und sich alle Haare abgeschnitten – zunächst nicht wiedererkannt.

## Besetzung
- Roger Waters – Gesang, Bassgitarre
- David Gilmour – Gesang, Gitarre
- Richard Wright – Synthesizer